# 森大輔 (公認会計士)
森 大輔 (もり だいすけ、1983年 - ）は愛知県知立市出身の公認会計士・税理士・公認不正検査士。

## 人物
小学2年生の時に愛知県知立市にある知立駅前にて、焼き芋が入ったダンボールを自転車の荷台に設置し、焼き芋の販売を行う。しかし一個も販売できず、物を販売することへの才能がないことに気付く。
大学在学中に会計士試験に合格。合格後は約1年間の休暇期間を設け地元の会計事務所にてアルバイト、海外へ放浪、山奥の旅館やペンションへの住み込みアルバイトなどをする。旅館・ペンションでのアルバイトで、所謂リゾートバイトを経験。その後2008年にあらた監査法人（現PwC Japan 有限責任監査法人）に入所し、様々な業種および企業の各種財務諸表監査、US-SOX及びJ-SOXを含む内部統制監査、内部監査プロジェクト、内部統制並びに会計アドバイザリー業務等に従事。
2014年からPricewaterhouseCoopersLLP (PwC米国法人)ピオリア・シカゴオフィスへ赴任。2019年からは新型コロナウイルス感染症流行の中、PricewaterhouseCoopersLLP（PwC英国法人)ロンドンオフィスへ赴任。ロンドンオフィスでは、ジャパニーズ・ビジネス・ネットワークの一員として、英国現地にて現地日系企業のサポートも行う。
数多くのプロジェクトにおいて現場主査（インチャージ）や現場統括責任者（エンゲージメントマネージャー）を務める。多国籍なチームを統括しハイクオリティなサービスを提供。
2022年8月株式会社SMASH HD（スマッシュホールディングス）代表取締役社長に就任、同年10月森大輔公認会計士事務所(MD C.P.A Office)を開設。11月に日本公認会計士協会が主催する実務補習所講師に就任。担当科目は『企業におけるリスク管理』。2024年SMASH国際アドバイザリー合同会社及びSMASH国際監査法人を設立し、代表社員に就任。
ジャンルを問わず不定期にYouTube配信を密かに実施している。

## 保有資格
- 公認会計士
- 税理士
- 公認不正検査士

## 著書
2024年9月4日に『次世代リーダーが知っておきたい海外進出”失敗”の法則』を初出版（パノラボ刊）。